# Muriel Lake, British Columbia
Muriel Lake är en sjö i Kanada.   Den ligger i provinsen British Columbia, i den sydvästra delen av landet, 3 700 km väster om huvudstaden Ottawa. Muriel Lake ligger 19 meter över havet. Den ligger vid sjön Kennedy Lake.
Trakten runt Muriel Lake är nära nog obefolkad, med mindre än två invånare per kvadratkilometer.